# Vratnik (Sarajevo)
Vratnik (v srbské cyrilici Вратник) je místní část města Sarajeva, hlavního města Bosny a Hercegoviny. Vznikl v 18. století jako opevněné město na návrší severovýchodně od centra města. Vzhledem k tradiční architektuře a pozůstatkům opevnění je celá městská část chráněna jako národní kulturní památka. Je rovněž navštěvovanou turistickou destinací, ač je mírně stranou od historického centra města.
Administrativně je součástí općiny Stari Grad. Ze severu ji obklopuje místní část Mošćanica, z jihu hluboký kaňon řeky Miljacky, ze západu historické centrum Sarajeva.
Celá opevněná čtvrť má rozměry asi 700 metrů od východu na západ a asi 950 metrů od nejsevernějšího k nejjižnějšímu bodu a rozlohu téměř 50 hektarů. Nejnižší bod okresu Vratnik leží na jižním okraji v kaňonu řeky Miljacka v nadmořské výšce okolo 565 metrů nad hladinou moře, nejvyšší bod na severu na kopci Zmajevac (cca 770 m n. m.)
Ulice ve Vratníku jsou většinou velmi strmé a relativně úzké. Na mnoha místech přecházejí vzhledem kvůli svahu k schodištím. Hlavní ulicí okresu je Vratnik mejdan, který vede od brány Širokac do Višegradské brány a je jedinou skutečnou dopravní tepnou.

## Historie
Vznik Vratniku je spojen s vypálením Sarajeva v závěru století sedmnáctého během vpádu Evžena Savojského. Sarajevo bylo městem neopevněným a bylo snadno dobyvatelné. V roce 1727 nařídil Ahmed-paša Rustempašić Skopljak výstavbu nového opevněného města v blízkosti původního Sarajeva. Název Vratnik odkazuje na vrata (brány), které vznikly v místech průchodu původních obchodních cest přes nově zbudované opevnění. Fortifikační prvky vznikly na základě návrhů, které vypracovali architekti, kteří byli původem z města Dubrovníku.
V roce 1878 se chystala část místního obyvatelstva k obraně na místních pevnostech Bijela tabija a Žuta tabija proti přicházejícím rakouským jednotkám. Protože se Vratnik nacházel stranou moderních dopravních tahů, zůstala čtvrť zakonzervovaná až do moderní doby v podstatě v původní podobě. Jednou z mála modernějších staveb je velká budova základní školy, která byla postavena v roce 1937.

## Významné objekty
- kasárna Jajce
- Bijela tabija
- Žuta tabija
- Višegradská brána
- Ploča (brána)
- Širokac (brána)
- Hendin mekteb